# سانتا ماریا (تگزاس)
سانتا ماریا (به انگلیسی: Santa Maria) یک منطقهٔ مسکونی در ایالات متحده آمریکا است که در شهرستان کمرون، تگزاس واقع شده‌است. سانتا ماریا ۰٫۶ کیلومتر مربع مساحت و ۷۳۳ نفر جمعیت دارد و ۲۰ متر بالاتر از سطح دریا واقع شده‌است.